# Tmesisternus aeneofasciatus
Tmesisternus aeneofasciatus là một loài bọ cánh cứng trong họ Cerambycidae.